# Anton Šantel

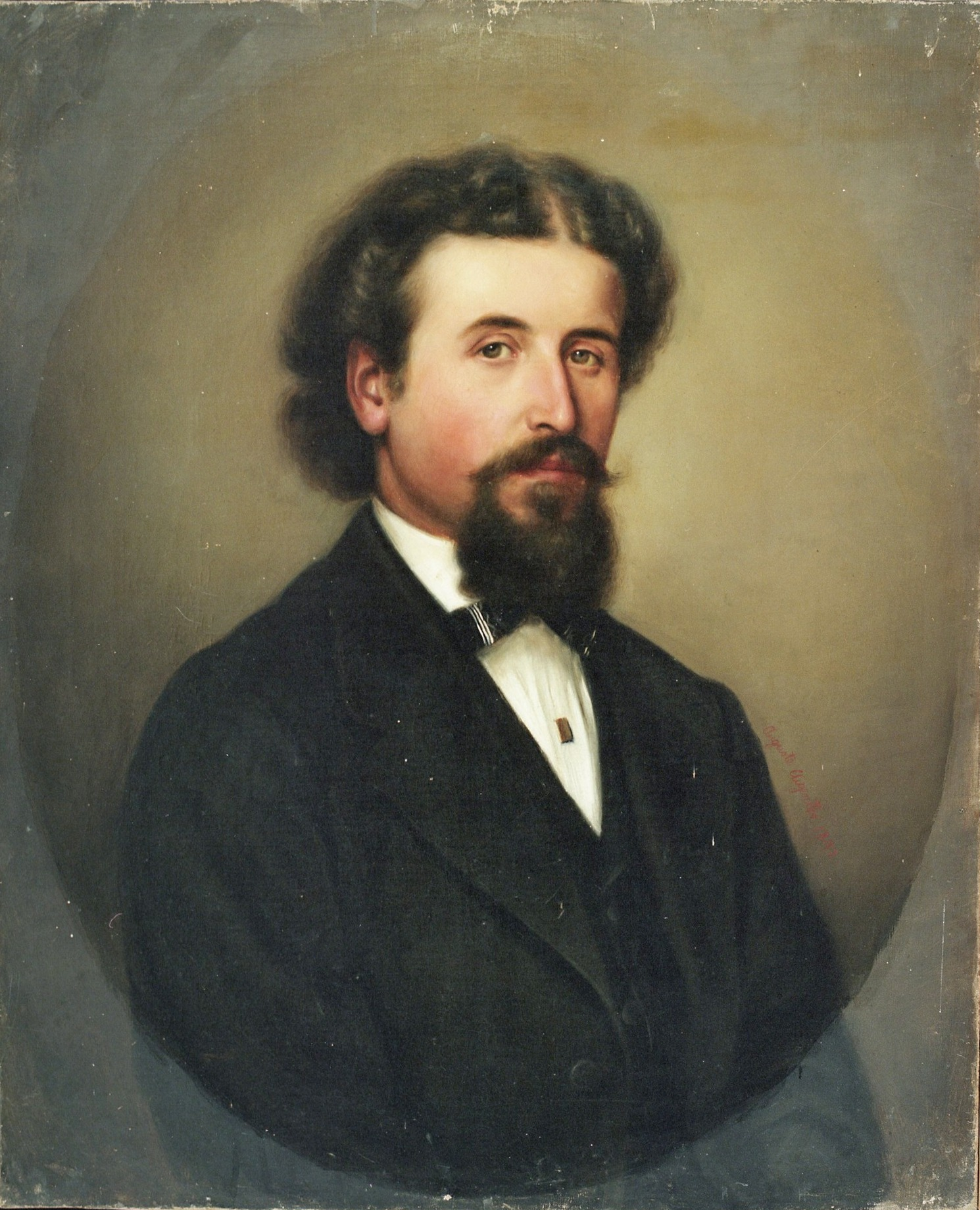
Anton Šantel, porträtiert 1873 von seiner Ehefrau Augusta Šantel

Anton Šantel  (* 13. Januar 1845 in Leutschach, Kaisertum Österreich; † 28. April 1920 in Krško, Königreich Jugoslawien) war ein österreichisch-jugoslawischer Lehrer, Stenograf, Übersetzer und Autor.

## Leben und Wirken
Šantel kam als Sohn einer Keuschlerfamilie in Pößnitz bei Leutschach zur Welt. Hier besuchte er die Volksschule. Das Gymnasium in Maribor schloss er mit Auszeichnung ab. Nach der Matura ging Šantel 1865 nach Graz, wo er Mathematik und Physik studierte. 1873 ehelichte Šantel die aus Stainz stammende Malerin und Richtertochter Augusta von Aigentler, die spätere Schwägerin von Ludwig Boltzmann.
1872 wurde er Gymnasiallehrer in Gorizia, wo er Physik, Mathematik, philosophische Pädagogik und ab 1889 auch Stenografie lehrte. Neben seiner Tätigkeit als Gymnasiallehrer war er Stenograf im Görzer Landtag, wobei er auch auf Slowenisch gehaltene Reden dokumentierte. Dafür entwickelte er eine slowenische Kurzschrift, die ihn zu einem der Pioniere der slowenischen Stenographie machte. Er wurde ein enger Freund von Anton Bezenšek, der später als Vater der slowenischen Stenografie in die Geschichte einging und die Stenografie in Folge auch unter den übrigen südslawischen Völkern verbreiten sollte. Ebenso war Šantel als Obmann des slowenischen Lesevereins Goriška čitalnica aktiv, wo er auch als Sänger und Musiker auftrat. Hierfür übersetzte er Lieder, Balladen und Singspiele aus dem Deutschen in die slowenische Sprache. 1901 wurde er Mitglied der K. k. Prüfungskommission für das Volks- und Bürgerschulwesen in Görz. 1906 wurde er zum Schulrat ernannt. 1907 trat Šantel in den Ruhestand, lehrte jedoch weiterhin als externe Lehrkraft am privaten Mädchenlyzeum Notre Dame in Görz. Während des Ersten Weltkriegs musste er mit seiner Familie aus Gorizia nach Krško fliehen, wo er seine letzten Lebensjahre verbrachte.
Im Ruhestand beschrieb Šantel in seinen Erinnerungen die einfachen Lebensverhältnisse in seinem Heimatort Leutschach sowie das schulische und gesellschaftliche Leben in Maribor und in der Untersteiermark Mitte des 19. Jahrhunderts und zeigte auf, dass in dieser Zeit das nationale deutsche Bewusstseins erst schwach ausgeprägt war und dass nationale Differenzierung nur langsam einsetzte.